# Katharina Bintz
Katharina Bintz (* 1987 in Luxemburg) ist eine luxemburgische Schauspielerin und Filmemacherin.

## Leben
Katharina Bintz wuchs mehrsprachig in Luxemburg auf, wo sie das Conservatoire de Luxembourg besuchte. Bereits während ihres Schauspielstudiums in Hamburg war sie Gastschauspielerin am Deutschen Schauspielhaus. Von 2013 bis 2016 spielte sie in der Uraufführung Alles Weitere kennen Sie aus dem Kino von Martin Crimp in einer Inszenierung von Katie Mitchell. Das Theaterstück wurde 2014 von der Theater heute zum „ausländischen Stück des Jahres“ gekürt. 2016 spielte sie im Stück „Ein weiteres Beispiel für die Durchlässigkeit gewisser Grenzen“ von Henri Hüster auf Kampnagel. Das Stück wurde zum Körber Studio Junge Regie im Thalia Theater (Hamburg) eingeladen.
2015 gründete sie zusammen mit dem Choreografen Gianfranco Celestino das Performance Festival Friday Island.
Katharina Bintz lebt in Hamburg und Luxemburg.

## Theater
- 2013: Some girl(s) Lichthof Theater, monsun theater Regie: Nina Pichler
- 2015: Geschichten aus dem Wiener Wald, Deutsches Schauspielhaus, Regie: Henri Hüster
- 2015: Erschöpfer Hamburger Sprechwerk, Regie: Gunnur Martinsdóttir Schlüter
- 2016: Unerträglich lange Umarmung, St.Pauli Theater, Kiezstürmer, Regie: Gunnur Martinsdóttir Schlüter
- 2016: Ein weiteres Beispiel für die Durchlässigkeit gewisser Grenzen, Kampnagel, Thalia Theater Hamburg, Regie: Henri Hüster
- 2013–2016: Alles Weitere kennen Sie aus dem Kino, Deutsches Schauspielhaus, Uraufführung von Martin Crimp, Regie: Katie Mitchell

## Filmografie
Als Regisseurin
- 2018: Mauerrufe[10][11]

## Projekte
- 2015–2017: Friday Island, Veranstaltungsreihe, Luxemburg